# Секс с Анфисой Чеховой
«Секс с Анфисой Чеховой» — российская телепрограмма на ТНТ в жанре «телевизионное эротическое шоу».
Ведущая проекта — Анфиса Чехова.

## Описание
Телеведущая Анфиса Чехова изучает технику сексуальных отношений около 10 лет. Каждое воскресенье в полночь на ТНТ она делится своим опытом и свежей информацией. Помогают ей мужчины-корреспонденты. 
В период экономического кризиса прекратились съёмки новых выпусков передачи. Проект заморожен в июне 2009 года, старые выпуски программы до 26 мая 2012 года выходили в повторах.
В 2016-2019 годах повторные выпуски передачи вышли на телеканале «ТНТ4».
В апреле 2022 года повторные выпуски передачи вышли на телеканале «2x2».